# Durrejaure
Durrejaure är en sjö i Åre kommun i Jämtland och ingår i Indalsälvens huvudavrinningsområde. Sjön har en area på 0,162 kvadratkilometer och ligger 798,8 meter över havet.

## Delavrinningsområde
Durrejaure ingår i det delavrinningsområde (710039-137261) som SMHI kallar för Utloppet av Durrejaure. Medelhöjden är 942 meter över havet och ytan är 2,97 kvadratkilometer. Det finns inga avrinningsområden uppströms utan avrinningsområdet är högsta punkten. Vattendraget som avvattnar avrinningsområdet har biflödesordning 4, vilket innebär att vattnet flödar genom totalt 4 vattendrag innan det når havet efter 329 kilometer. Avrinningsområdet består mestadels av kalfjäll (95 procent). Avrinningsområdet har 0,16 kvadratkilometer vattenytor vilket ger det en sjöprocent på 5,5 procent.